# پرینس اونیانگوئه
پرینس اونیانگوئه (انگلیسی: Prince Oniangué؛ زادهٔ ۴ نوامبر ۱۹۸۸) بازیکن فوتبال اهل فرانسه است.
از باشگاه‌هایی که در آن بازی کرده‌است می‌توان به باشگاه فوتبال استاد رنس، باشگاه فوتبال ولورهمپتون واندررز، باشگاه فوتبال باستیا، باشگاه فوتبال کان، باشگاه فوتبال آنژه، و باشگاه فوتبال رن اشاره کرد.
وی همچنین در تیم ملی فوتبال کنگو بازی کرده‌است.